# 2001 Einstein
A 2001 Einstein (ideiglenes jelöléssel 1973 EB) egy kisbolygó a Naprendszerben. Paul Wild fedezte fel 1973. március 5-én.